# Joseph Schweter
Joseph (Józef) Schweter (ur. 15 lutego 1874 w Łące Prudnickiej, zm. 18 lutego 1954 w Bardzie) – niemiecki duchowny rzymskokatolicki, redemptorysta, doktor teologii, historyk Kościoła na Śląsku.

## Życiorys
Urodził się 15 lutego 1874 w Łące Prudnickiej w religijnej rodzinie. Miał czworo rodzeństwa Jego ojciec prowadził gospodarstwo rolne. Joseph został ochrzczony w kościele Podwyższenia Świętego Krzyża w Moszczance.
W 1885 ukończył szkołę podstawową w Łące Prudnickiej. Następnie, w latach 1885–1894, uczęszczał do gimnazjum w Prudniku. W czasie nauki w Prudniku kilkakrotnie pielgrzymował z parafią w Moszczance do Barda. W 1894 zdał maturę, po czym podjął studia filozoficzno-teologiczne na Uniwersytecie Wrocławskim, gdzie jego nauczycielem był Hugo Laemmer.
1 października 1897 wstąpił do książęco-biskupiego seminarium duchownego, gdzie rektorem był Wilhelm Klassing, który uczył Schwetera religii w gimnazjum w Prudniku. Schweter otrzymał święcenia kapłańskie 11 czerwca 1898 w archikatedrze św. Jana Chrzciciela we Wrocławiu z rąk kradynała Georga von Kopp.
Po prymicjach przez sześć tygodni zastępował proboszcza w Moszczance, po czym został wikariuszem w Żaganiu. Gdy kardynał Kopp udzielił mu pozwolenia na wstąpienie do zgromadzenia redemptorystów, 11 sierpnia 1899 Schweter wyjechał do Wiednia. Złożył śluby zakonne 3 września 1900. Został skierowany do Barda jako opiekun grup pielgrzymkowych i chorych oraz jako katecheta. 12 czerwca 1903 otrzymał tytuł doktora teologii na Uniwersytecie Wiedeńskim. W latach 1907–1918 Schweter był superiorem bardzkim, a w 1912, kiedy hospicjum w Bardzie zostało podniesione do rangi klasztoru, został jego pierwszym rektorem.

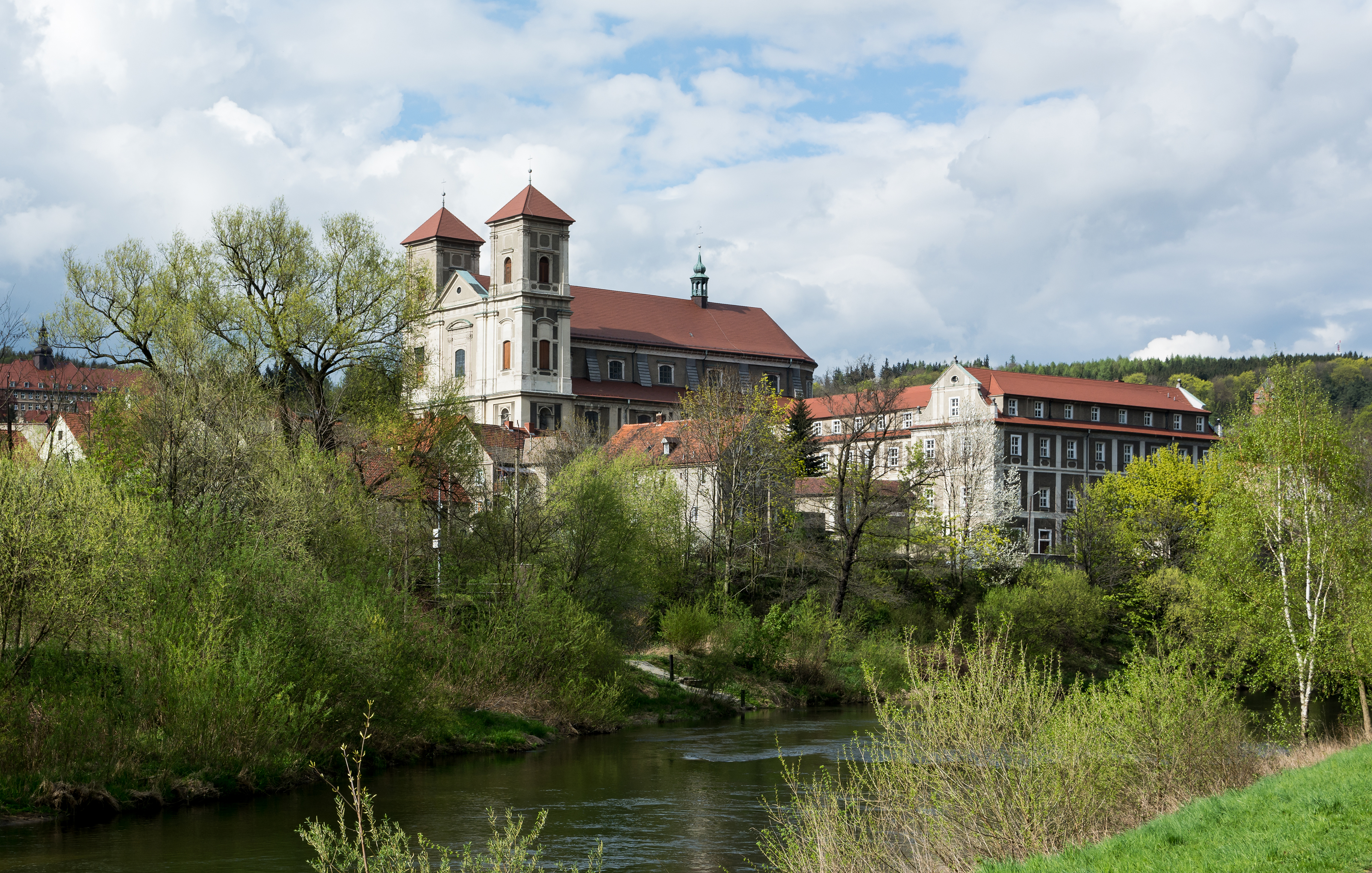
Klasztor redemptorystów w Bardzie

Za pozwoleniem przełożonych, Schweter zakupił kawał gruntu o powierzchni 7 morgów, w pobliżu kaplic różańcowych. Planowano tam budowę domu rekolekcyjnego, jednak nie zgodziła się na to administracja pruska. W 1917 działkę odkupiły siostry marianki, które w latach 1935–1939 wzniosły tu dom nowicjatu i zarazem zakonny dom rekolekcyjny. Schweter przyczynił się do fundacji klasztorów urszulanek i marianek w Bardzie. Wybudował w mieście pięć kaplic różańcowych.
W 1921 został przeniesiony do Gliwic, a w 1924 wrócił do Barda. W 1923 otrzymał dyplom honorowego obywatela Barda. W październiku 1926 został przeniesiony do Paczkowa jako misjonarz i spowiednik juwenistów, a następnie do domu zakonnego w Głogowie. Do Barda powrócił w czerwcu 1933, gdzie ponownie był rektorem w latach 1934–1936. Od 1936 do 1939 był rektorem klasztoru we Wrocławiu. 6 maja 1939 ponownie wrócił do Barda.
W czasie II wojny światowej władze niemieckie przejęły klasztor w Bardzie i zmieniły go na obóz dla uchodźców. Schweter zamieszkał w szpitalu sióstr elżbietanek. Prowadził rekolekcje dla elżbietanek w Nysie i we Wrocławiu oraz marianek we Wrocławiu. W maju 1942 został przeniesiony do domu klasztornego w Braniewie. Stamtąd udawał się z posługą rekolekcyjną do sióstr elżbietanek w Królewcu. 15 stycznia 1944 wrócił do Barda. Podczas wkroczenia Armii Czerwonej do miasta przebywał w zakładzie sióstr marianek dla ochrony sióstr i uciekinierów.
Po wojnie Schweter nie opuścił Barda. Prowincjał Ludwik Frąś poprosił władze powiatowe, aby Schweter pozostał w mieście i służył opieką duszpasterską pozostałym w Bardzie Niemcom. Schweter otrzymał polskie obywatelstwo. Chorował od stycznia 1954. Wstępne badania w szpitalu elżbietanek wskazały na chorobę nerek i osłabienie serca. Zmarł w tymże szpitalu 18 lutego 1954. Został pochowany 20 lutego 1954 na cmentarzu w Bardzie.

## Publikacje
Schweter był autorem publikacji o historii parafii i miejscowości na Śląsku, m.in. Moszczanki i Barda, a także biografii ludzi związanych z Kościołem na Śląsku. Wydał 25 książek i 51 artykułów.
W 1932 w Nysie, gdzie prowadził rekolekcje, rozmawiał z Marią Dulcissimą Hoffmann. W książce „Obulubienica krzyża” przytoczył kilkanaście świadectw na działalność zakonnicy, złożonych przez mieszkańców Brzezia, Raciborza i Kończyc.